# SMS Balaton
Az SMS Balaton egy, a Monarchia haditengerészete által gyártott és használt Tátra-osztályú romboló/torpedónaszád volt az első világháborúban.

## Építése
A hajó gerincének lefektetésére 1911 novemberében került sor, az építője a fiumei Ganz és Tsa. Danubius Gép-, Waggon- és Hajógyár Rt volt, a munkálatok a bergundi üzemben folytak. Nevét a magyarok szeretett taváról, a Balatonról kapta. Még ugyanebben az évben vízre is bocsátják és 1913-ban állományba veszi a k.u.k. haditengerészet, Pólában állomásozik a háború kitöréséig.

## Jellemzői
A Balatont arra tervezték, hogy a Monarchia gyorscirkáló-osztályának (Helgoland-osztály) nyújthasson támogatást. Ezért különösen erősnek és gyorsnak építették, hogy szükség esetén el tudjon szakadni a túlerőben lévő antant hajóegységektől. Pont ezért igen erős gépeket kapott, míg a hajótestet igen keskenyre tervezték a mérnökök.

## Bevetések
Az SMS Balaton a háború folyamán inkább olyan akciókban került bevetésre, ahol létfontosságú volt a gyorsaság.
- 1915. december 29-én az SMS Helgolanddal, illetve a Tátra-osztály többi tagjával bevetésre került a Durazzói csatában. A harcban végig tevőlegesen részt vett, elsüllyesztett egy vitorlást és egy teherhajót, valamint a Monge francia tengeralattjárót.

- 1917. május 14./15-én a Saidával, a Helgolanddal, valamint a Novara gyorscirkálókkal, az SMS Csepel társaságában részt vett az Otrantói csatában. A haditerv szerint a két külön operáló romboló először a part mentén végzett őrjáratot, mikor is felfedeztek egy konvojt, amit egy olasz romboló kísért. A rombolót elsüllyesztették, majd hullámsírba küldtek még két teherhajót is. Ezután északi irányból két brit cirkáló és öt olasz romboló támadta meg őket. A Balaton és Csepel elszakadt a nehézkesebb cirkálóktól, majd az Apulia rombolót telitalálattal megállították és a parti tüzérség védelme alá érve visszaértek Cattaróba.

## A háború után
A szövetséges tengerészeti bizottság az olasz flottának ítélte, már ebben a minőségében vett részt 1919. március 24-én a Velencében megrendezett győzelmi parádén. 1920. szeptember 27-én Pólába vontatták és átnevezték Zenson-ra. Ezután mint tartalékhajó funkcionált. 1923. július 5-én szétvágták.

## Fordítás
- Ez a szócikk részben vagy egészben a Tátra-Klasse című német Wikipédia-szócikk ezen változatának fordításán alapul.  Az eredeti cikk szerkesztőit annak laptörténete sorolja fel. Ez a jelzés csupán a megfogalmazás eredetét és a szerzői jogokat jelzi, nem szolgál a cikkben szereplő információk forrásmegjelöléseként.
- Ez a szócikk részben vagy egészben az Adriatic Campaign of World War I című angol Wikipédia-szócikk ezen változatának fordításán alapul.  Az eredeti cikk szerkesztőit annak laptörténete sorolja fel. Ez a jelzés csupán a megfogalmazás eredetét és a szerzői jogokat jelzi, nem szolgál a cikkben szereplő információk forrásmegjelöléseként.

## Külső hivatkozások
- K.u.K Kriegsmarine - Zerstörer, Tátra-Klasse Archiválva 2010. február 21-i dátummal a Wayback Machine-ben (németül)
- K.u.K Kriegsmarine - Rombolók[halott link]
- Az Osztrák-Magyar Haditengerészet rombolói